# Carlo Cristiano di Nassau-Weilburg
Carlo Cristiano, principe di Nassau-Weilburg (Weilburg, 16 gennaio 1735 – Münster-Dreissen, 28 novembre 1788), fino al 1753 conte di Nassau-Weilburg, fu il primo sovrano del Principato di Nassau-Weilburg dal 1753 al 1788.

## Biografia

### Infanzia
Egli era figlio di Carlo Augusto di Nassau-Weilburg e di Augusta Federica Guglielmina di Nassau-Idstein. Egli succedette al padre nel 1753 e unì i suoi territori nel 1783 con il Nassau-Saarbrücken, il Nassau-Usingen ed il Nassau-Dietz.

### Primo matrimonio

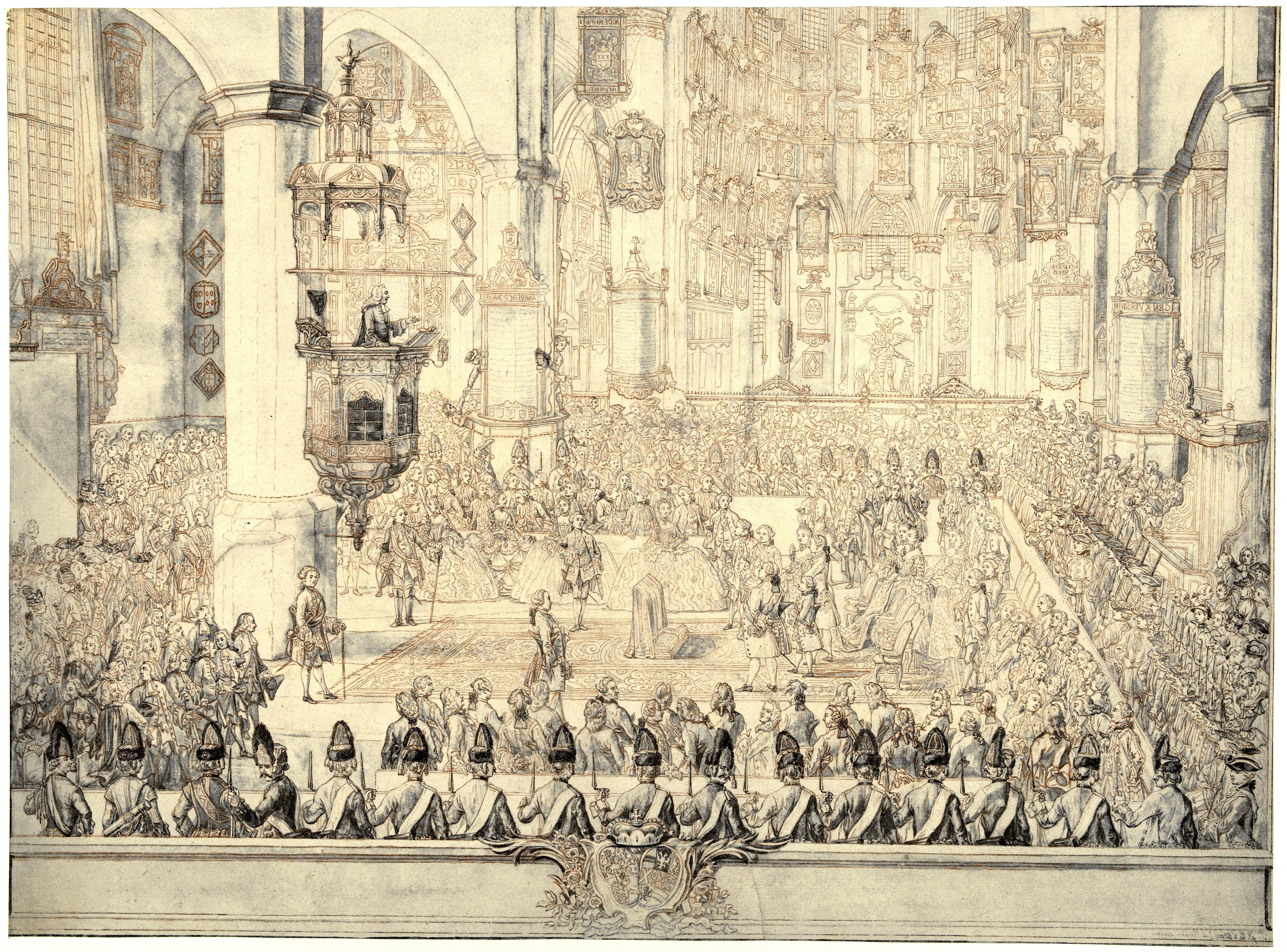
Il matrimonio di Carlo Cristiano e Carolina d'Orange-Nassau

Egli, il 5 marzo 1760, sposò la Principessa Carolina d'Orange-Nassau (1743-1787), figlia del Principe Guglielmo IV di Orange-Nassau.

### Carriera militare

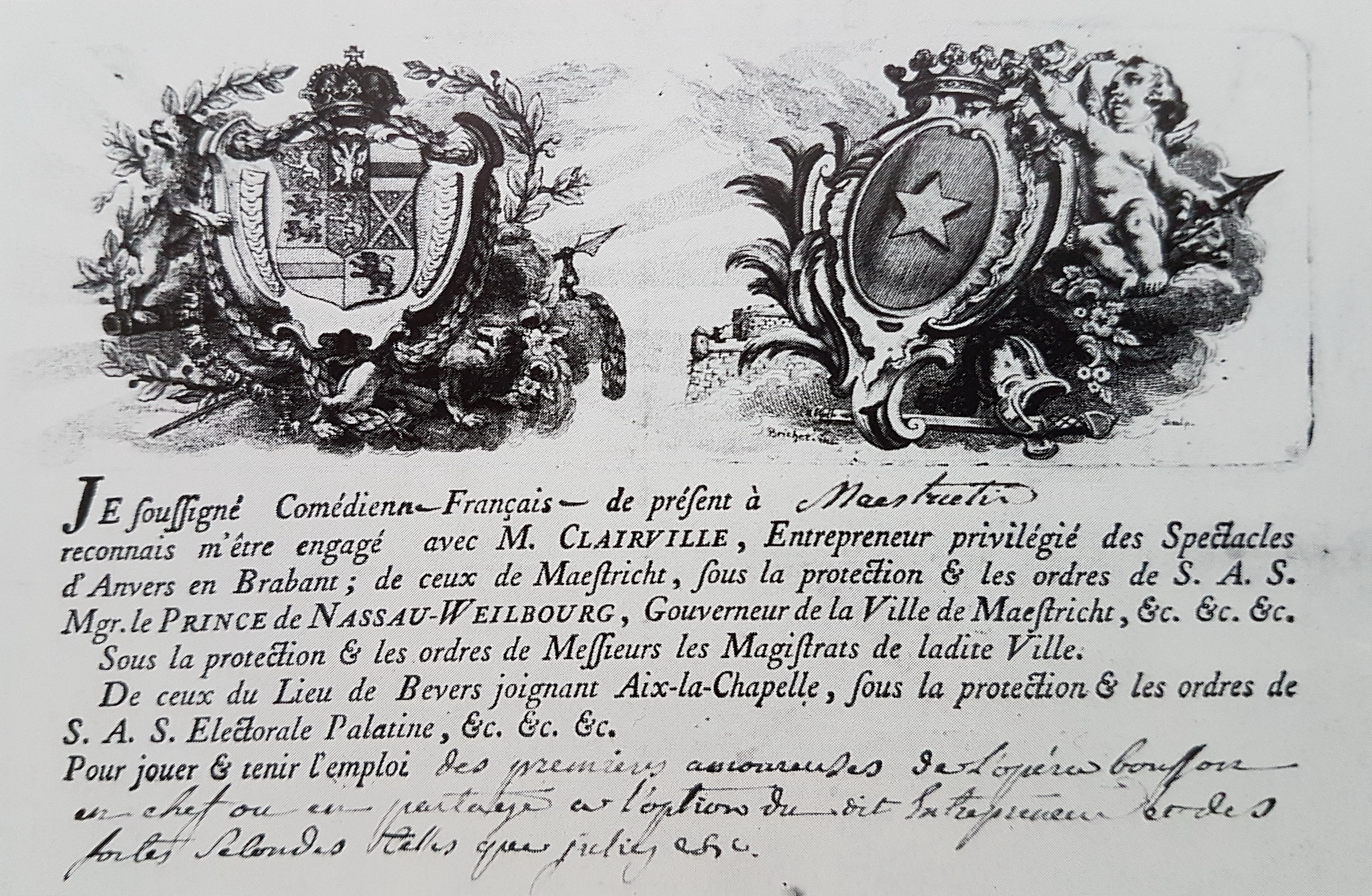
Lo stemma di Carlo Cristiano e quello della città di Maastricht, della quale era governatore

Egli divenne generale della fanteria olandese, Governatore di Bergen op Zoom e di Maastricht (1773-1784). Egli tentò invano di negoziare con i patrioti nel 1787.

### Secondo matrimonio
Alla morte della moglie, egli contrasse un matrimonio morganatico con Barbara Giessen von Kirchheim.

### Morte
Egli morì nel 1788 e venne succeduto dal figlio maggiore Federico Guglielmo.

## Discendenza
Carlo Cristiano e Carolina d'Orange-Nassau ebbero quindici figli:
- Giorgio Guglielmo Belgico (18/19 dicembre 1760 - 27 maggio 1762);
- Guglielmo Ludovico Carlo Flemando (12 dicembre 1761 - 16/26 aprile, 1770);
- Augusta Maria Carolina (5 febbraio 1764 - 20 gennaio 1802). Fu monaca al monastero di Quedlinburg presso Herford;
- Guglielmina Luisa (28 settembre 1765 - 10 ottobre 1837). Sposò il Principe Enrico XIII di Reuss-Greiz;
- Federico Guglielmo (25 ottobre 1768, L'Aia - 9 gennaio 1816);
- Carolina Luisa Federica (14 febbraio 1770 - 8 luglio 1828). sposò Carlo Luigi di Wied;
- Carlo Luigi (19 luglio - 27 luglio 1772);
- Carlo Federico Guglielmo (1º maggio 1775 - 11 maggio 1807);
- Amalia Guglielmina Luisa (7 agosto 1776 - 19 febbraio 1841). Sposò Vittorio II di Anhalt-Bernburg-Schaumburg-Hoym;
- Enrichetta (22 aprile 1780 - 2 gennaio 1857). Sposò il duca Ludovico del Württemberg, secondo figlio del Duca Federico II Eugenio di Württemberg;
- Carlo (nato e morto nel 1784);
- cinque figli senza nome (1767, 1778, 1779, 1784 e 1785).

## Ascendenza
|                                                  |                            |                                            | Genitori                             |  |  | Nonni |  |  | Bisnonni                    |  |  | Trisnonni                           |  |
|                                                  |                            |                                            |                                      |  |  |       |  |  | Federico di Nassau-Weilburg |  |  | Ernesto Casimiro di Nassau-Weilburg |  |
|                                                  |                            |                                            |                                      |  |  |       |  |  | Federico di Nassau-Weilburg |  |  | Ernesto Casimiro di Nassau-Weilburg |  |
|                                                  |                            | Anna Maria di Sayn-Wittgenstein-Hachenburg |                                      |  |  |       |  |  | Federico di Nassau-Weilburg |  |  |                                     |  |
| Giovanni Ernesto di Nassau-Weilburg              |                            |                                            |                                      |  |  |       |  |  | Federico di Nassau-Weilburg |  |  |                                     |  |
|                                                  |                            | Cristiana Elisabetta di Sayn-Wittgenstein  | Ernesto di Sayn-Wittgenstein-Homburg |  |  |       |  |  |                             |  |  |                                     |  |
|                                                  |                            | Cristiana Elisabetta di Sayn-Wittgenstein  | Ernesto di Sayn-Wittgenstein-Homburg |  |  |       |  |  |                             |  |  |                                     |  |
|                                                  |                            | Cristiana Elisabetta di Sayn-Wittgenstein  | …                                    |  |  |       |  |  |                             |  |  |                                     |  |
| Carlo Augusto di Nassau-Weilburg                 |                            | Cristiana Elisabetta di Sayn-Wittgenstein  |                                      |  |  |       |  |  |                             |  |  |                                     |  |
|                                                  |                            | …                                          | …                                    |  |  |       |  |  |                             |  |  |                                     |  |
|                                                  |                            | …                                          | …                                    |  |  |       |  |  |                             |  |  |                                     |  |
|                                                  |                            | …                                          | …                                    |  |  |       |  |  |                             |  |  |                                     |  |
| Maria Polissena di Leiningen-Dagsburg-Hartenburg |                            | …                                          |                                      |  |  |       |  |  |                             |  |  |                                     |  |
|                                                  |                            | …                                          | …                                    |  |  |       |  |  |                             |  |  |                                     |  |
|                                                  |                            | …                                          | …                                    |  |  |       |  |  |                             |  |  |                                     |  |
|                                                  |                            | …                                          | …                                    |  |  |       |  |  |                             |  |  |                                     |  |
| Carlo Cristiano di Nassau-Weilburg               |                            | …                                          |                                      |  |  |       |  |  |                             |  |  |                                     |  |
|                                                  | Giovanni di Nassau-Idstein | Luigi II di Nassau-Weilburg                |                                      |  |  |       |  |  |                             |  |  |                                     |  |
|                                                  | Giovanni di Nassau-Idstein | Luigi II di Nassau-Weilburg                |                                      |  |  |       |  |  |                             |  |  |                                     |  |
|                                                  | Giovanni di Nassau-Idstein | Anna Maria d'Assia-Kassel                  |                                      |  |  |       |  |  |                             |  |  |                                     |  |
| Giorgio Augusto di Nassau-Idstein                | Giovanni di Nassau-Idstein |                                            |                                      |  |  |       |  |  |                             |  |  |                                     |  |
|                                                  |                            | Anna di Leiningen-Dagsburg-Falkenburg      | …                                    |  |  |       |  |  |                             |  |  |                                     |  |
|                                                  |                            | Anna di Leiningen-Dagsburg-Falkenburg      | …                                    |  |  |       |  |  |                             |  |  |                                     |  |
|                                                  |                            | Anna di Leiningen-Dagsburg-Falkenburg      | …                                    |  |  |       |  |  |                             |  |  |                                     |  |
| Augusta Federica Guglielmina di Nassau-Idstein   |                            | Anna di Leiningen-Dagsburg-Falkenburg      |                                      |  |  |       |  |  |                             |  |  |                                     |  |
|                                                  |                            | Alberto Ernesto I di Oettingen             | …                                    |  |  |       |  |  |                             |  |  |                                     |  |
|                                                  |                            | Alberto Ernesto I di Oettingen             | …                                    |  |  |       |  |  |                             |  |  |                                     |  |
|                                                  |                            | Alberto Ernesto I di Oettingen             | …                                    |  |  |       |  |  |                             |  |  |                                     |  |
| Enrichetta Dorotea di Oettingen-Oettingen        |                            | Alberto Ernesto I di Oettingen             |                                      |  |  |       |  |  |                             |  |  |                                     |  |
|                                                  |                            | Cristiana Federica di Württemberg          | …                                    |  |  |       |  |  |                             |  |  |                                     |  |
|                                                  |                            | Cristiana Federica di Württemberg          | …                                    |  |  |       |  |  |                             |  |  |                                     |  |
|                                                  |                            | Cristiana Federica di Württemberg          | …                                    |  |  |       |  |  |                             |  |  |                                     |  |
|                                                  |                            | Cristiana Federica di Württemberg          |                                      |  |  |       |  |  |                             |  |  |                                     |  |